# Six Jours de Los Angeles
Les Six Jours de Los Angeles sont une course cycliste de six jours disputée au Gilmore Stadium, à Los Angeles, aux États-Unis. Sept éditions sont organisées de 1932 à 1973.

## Palmarès
| Année    | Vainqueur                       | Deuxième                      | Troisième                     |
| -------- | ------------------------------- | ----------------------------- | ----------------------------- |
| 1932     | Louis Berti Henry O'Brien       | Raoul Basquez Snavely         | Raoul Larazolla Joe Rivera    |
| 1933     | Non-disputés                    |                               |                               |
| 1934 (1) | Eddie Testa Lew Rush            | Charles Winter Cecil Yates    | Frank Bartell Jack McCoy      |
| 1934 (2) | Geary May Félix Lafenetre       | Davidson Reginald McNamara    | George Antrobus George Parker |
| 1935     | Albert Crossley Jimmy Walthour  | Henry O'Brien Piet van Kempen | Henri Lepage Fred Ottevaire   |
| 1936     | Non-disputés                    |                               |                               |
| 1937 (1) | Oscar Juner Bob Walthour        | Joe Devito Frank Turano       | Archie Bollaert Bing Maffei   |
| 1937 (2) | Archie Bollaert George Bollaert | Albert Sellinger Ewald Wissel | Mike Defilippo Schröder       |
| 1938-72  | Non-disputés                    |                               |                               |
| 1973     | Klaus Bugdahl Graeme Gilmore    | Dieter Kemper Tim Mountford   | Jack Simes John Vandevelde    |